# 大勞拉鐘樓

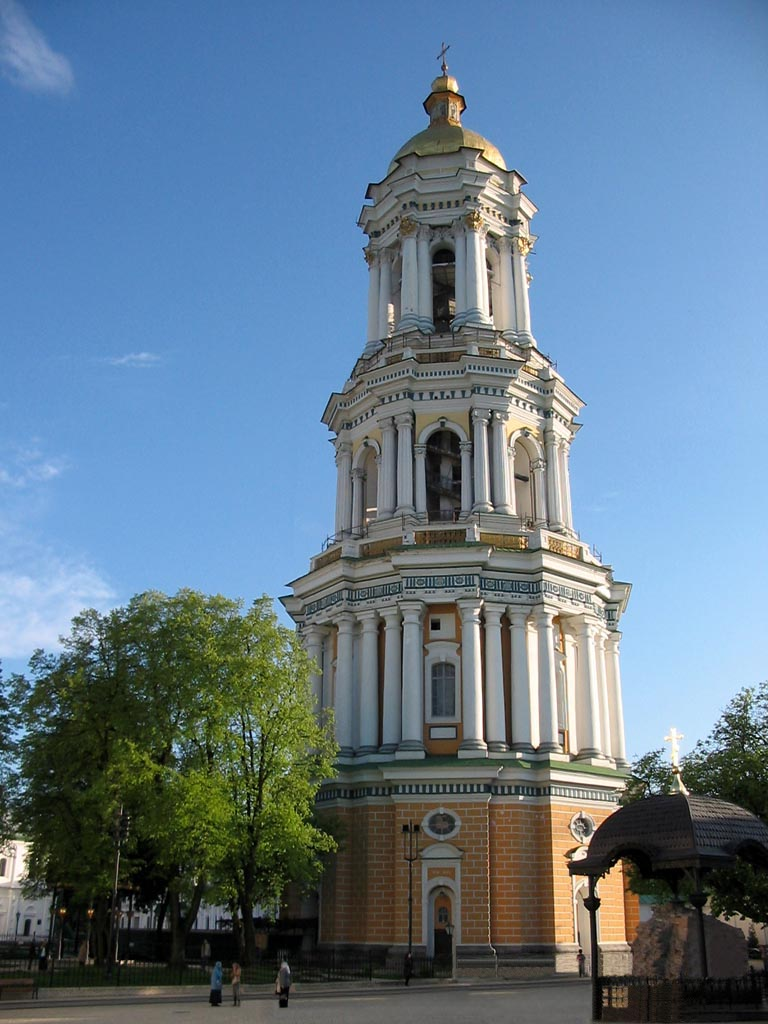
大勞拉鐘樓

50°26′05″N 30°33′23″E / 50.434691°N 30.556455°E
大勞拉鐘樓（烏克蘭語：Велика Лаврська дзвіниця）是烏克蘭首都基輔洞窟修道院的一座鐘樓，也是基輔天際線的最著名的地標之一。在1731年至1745年期間，該鐘樓是世界最高的自立式鐘樓。

### 引用
1. ↑  Malikenaite, Ruta. . Kiev: Baltija Dryk. 2003. ISBN 966-96041-3-3.